# AFP Integra
AFP Integra es una administradora de fondos de pensiones del Perú, propiedad del grupo colombiano SURA. En 2023, poseía 4.270.591 afiliados y 45.2% de participación en el mercado pensionsita, custodia unos fondos de pensiones de 42,600 millones de soles.

## Historia
AFP Integra se constituyó mediante Escritura Pública del 19 de mayo de 1993, ambas otorgadas ante el Notario de Lima Dr. Percy González Vigil Balbuena, como sociedad de duración indeterminada con un capital original suscrito y pagado de S/. 11 millones.
En 2011 Grupo Sura compra los activos de Grupo ING en América Latina que incluía el 80% de la AFP Integra.
En 2013 Grupo Sura compra el 50% de la AFP Horizonte por US$514 millones que pertenecía a BBVA (Perú), el otro 50% del fondo fue adquirido por el banco canadiense Scotiabank, a través de Profuturo AFP.